# Landkreis Donau-Ries
Landkreis Donau-Ries is een Landkreis in de Duitse deelstaat Beieren. De Landkreis telt 134.324 inwoners (31 december 2020) op een oppervlakte van 1.274,61 km². Kreisstadt is de stad Donauwörth.

## Indeling
Donau-Ries is verdeeld in 44 gemeenten. Hiervan hebben er 7 de status van stad, terwijl twee gemeenten zich Markt mogen noemen. Daarnaast zijn er nog drie gebieden die niet gemeentelijk zijn ingedeeld.
Steden
1. Donauwörth
2. Harburg
3. Monheim
4. Nördlingen
5. Oettingen in Bayern
6. Rain
7. Wemding

Märkte
1. Kaisheim
2. Wallerstein

Overige gemeenten
1. Alerheim
2. Amerdingen
3. Asbach-Bäumenheim
4. Auhausen
5. Buchdorf
6. Daiting
7. Deiningen
8. Ederheim
9. Ehingen am Ries
10. Forheim
11. Fremdingen
12. Fünfstetten
13. Genderkingen
14. Hainsfarth
15. Hohenaltheim
16. Holzheim
17. Huisheim
18. Maihingen
19. Marktoffingen
20. Marxheim
21. Megesheim
22. Mertingen
23. Mönchsdeggingen
24. Möttingen
25. Munningen
26. Münster
27. Niederschönenfeld
28. Oberndorf am Lech
29. Otting
30. Reimlingen
31. Rögling
32. Tagmersheim
33. Tapfheim
34. Wechingen
35. Wolferstadt

Niet gemeentelijk ingedeeld
1. Dornstadt-Linkersbaindt (17,95 km²)
2. Esterholz (3,23 km²)

Alerheim ·
Amerdingen ·
Asbach-Bäumenheim ·
Auhausen ·
Buchdorf ·
Daiting ·
Deiningen ·
Donauwörth ·
Ederheim ·
Ehingen am Ries ·
Forheim ·
Fremdingen ·
Fünfstetten ·
Genderkingen ·
Hainsfarth ·
Harburg ·
Hohenaltheim ·
Holzheim ·
Huisheim ·
Kaisheim ·
Maihingen ·
Marktoffingen ·
Marxheim ·
Megesheim ·
Mertingen ·
Mönchsdeggingen ·
Monheim ·
Möttingen ·
Munningen ·
Münster ·
Niederschönenfeld ·
Nördlingen ·
Oberndorf am Lech ·
Oettingen in Bayern ·
Otting ·
Rain ·
Reimlingen ·
Rögling ·
Tagmersheim ·
Tapfheim ·
Wallerstein ·
Wechingen ·
Wemding ·
Wolferstadt
Aichach-Friedberg · Altötting · Amberg · Amberg-Sulzbach · Ansbach (stad) · Landkreis Ansbach · Aschaffenburg (stad) · Landkreis Aschaffenburg · Augsburg (stad) · Landkreis Augsburg · Bad Kissingen · Bad Tölz-Wolfratshausen · Bamberg (stad) · Landkreis Bamberg · Bayreuth (stad) · Landkreis Bayreuth · Berchtesgadener Land · Cham · Coburg (stad) · Landkreis Coburg · Dachau · Deggendorf · Dillingen an der Donau · Dingolfing Landau · Donau-Ries · Ebersberg · Eichstätt · Erding · Erlangen · Erlangen-Höchstadt · Forchheim · Freising · Feyung-Grafenau · Fürstenfeldbruck · Fürth (stad) · Landkreis Fürth · Garmisch-Partenkirchen · Günzburg · Haßberge · Hof (stad) · Landkreis Hof · Ingolstadt · Kaufbeuren · Kelheim · Kempten im Allgäu · Kitzingen · Kronach · Kulmbach · Landsberg am Lech · Landshut (stad) · Landkreis Landshut · Lichtenfels · Lindau · Main-Spessart · Memmingen · Miesbach · Miltenberg · Mühldorf am Inn · München · Landkreis München · Neuburg-Schrobenhausen · Neumarkt in der Oberpfalz · Neurenberg · Neustadt an der Aisch-Bad Windsheim · Neustadt an der Waldnaab · Neu-Ulm · Nürnberger Land · Oberallgäu · Ostallgäu · Passau (stad) · Landkreis Passau · Pfaffenhofen an der Ilm · Regen · Regensburg (stad) · Landkreis Regensburg · Rhön-Grabfeld · Rosenheim (stad) · Landkreis Rosenheim · Roth · Rottal-Inn · Schwabach · Schwandorf · Schweinfurt (stad) · Landkreis Schweinfurt · Starnberg · Straubing · Straubing-Bogen · Tirschenreuth · Traunstein · Unterallgäu · Weiden in der Oberpfalz · Weilheim-Schongau · Weißenburg-Gunzenhausen · Wunsiedel im Fichtelgebirge · Würzburg (stad) · Landkreis Würzburg